# Kudelski Group
La Kudelski Group (o Kudelski SA, Nagra Kudelski Group) è una società svizzera che opera nel campo della TV digitale, accesso pubblico e audio. La sua sede è a Cheseaux-sur-Lausanne, in Svizzera, ma lavora in tutto il mondo e ha 2200 dipendenti.

## Storia
La società ha avuto origine grazie al successo della registrazione Nagra, sviluppata da Stefan Kudelski. Nel 1991 il figlio André Kudelski ha preso il suo posto come presidente del consiglio di amministrazione e come amministratore delegato.

## Aziende che appartengono alla società Kudelski Group

### Audio
- Nagra Audio: registratori digitali portatili professionali; prodotti di fascia alta nel settore dell'alta fedeltà.

### TV digitale
- Abilis: semiconduttori per la televisione digitale mobile e per dati di comunicazione wireless.
- Leman Consulting: proprietà intellettuale
- Nagra France: sviluppa e commercializza MediaGuard, soluzione integrata di conditional access system per la televisione digitale; centro di sviluppo della TV digitale.
- Nagra Plus: sistemi di sicurezza per pay tv analogiche. È una joint venture di Kudelski e Canal+ (F).
- Nagra Trading: gestione del set-top box di Kudelski.
- NagraCard: tecnologia di sicurezza con smart card per la televisione digitale e altre applicazioni come accesso fisico.
- NagraID: sviluppo e produzione di moduli e smart card per sistemi contact e sistemi di identificazione contactless.
- NagraStar: conditional access system e smart card usati dal sistema satellitare televisivo di DISH Network American di proprietà di EchoStar e delle sue affiliate. Joint venture di Kudelski e EchoStar (USA).
- Nagravision: uno dei maggiori fornitori al mondo di software di sicurezza integrato per gli operatori della televisione digitale e fornitori di contenuto.
- OpenTV: soluzioni middleware che abilitano servizi avanzati per la televisione digitale tra cui la televisione interattiva e la pubblicità interattiva. Fa parte della Kudelski Group da gennaio 2007.
- Quative: sviluppa e commercializza un servizio IPTV di nuova generazione chiamato Quative IPTV Service Platform (QSP) e fornisce servizi per le soluzioni end-to-end IPTV.
- SmarDTV: soluzioni di sicurezza rimovibili per apparecchi digitali che permettono al consumatore di accedere al contenuto autorizzato della Pay TV sia a casa che fuori

### Accesso pubblico
- Polyright: prodotti per comunità, ospedali ed enti. Gestione e sviluppo di progetti di convergenza del gruppo.
- Skidata: leader nel mercato internazionale per soluzione di accesso per persone e veicoli.